# Kunstvliegen

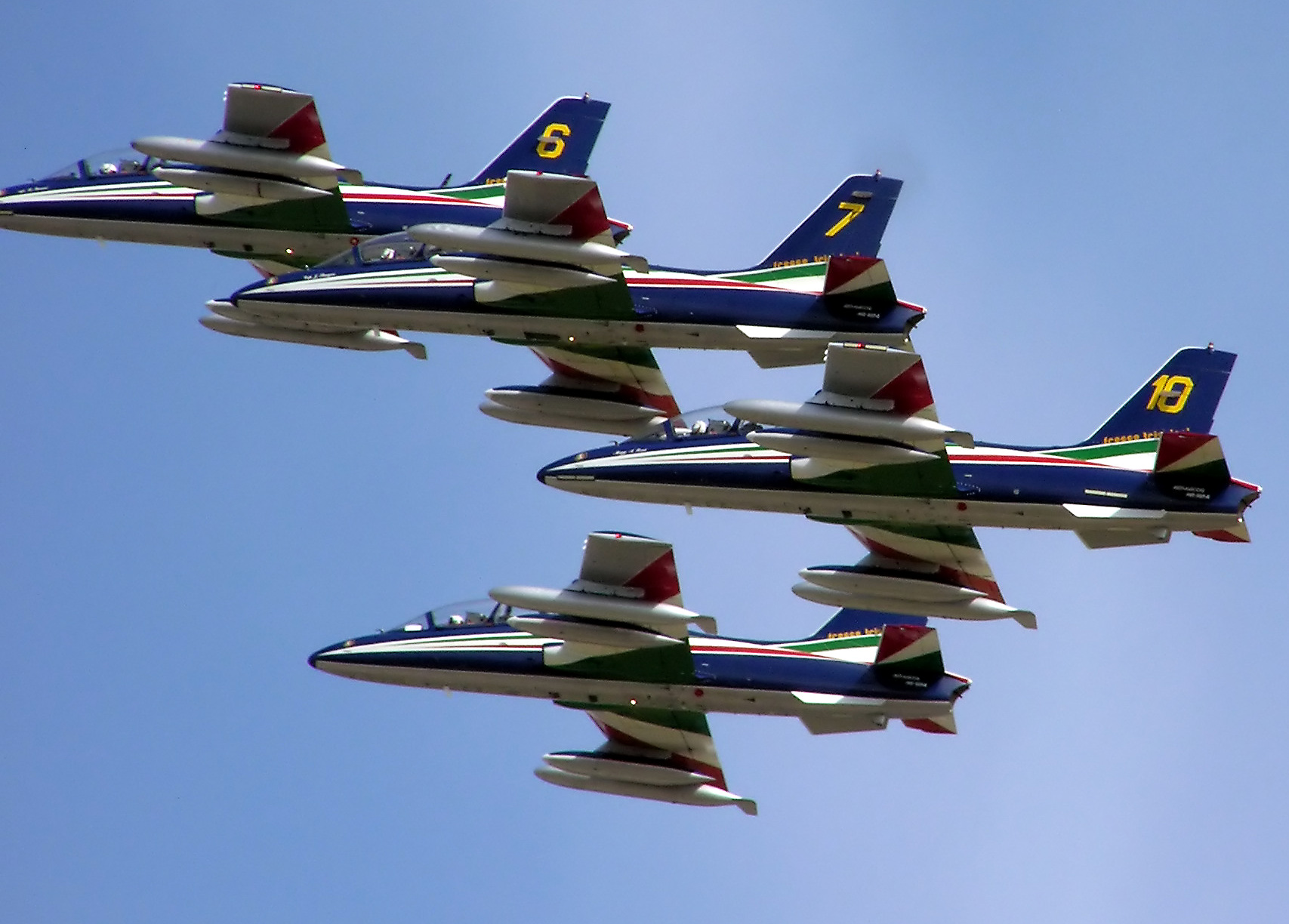
Frecce Tricolori-aerobaticsteam van de Italiaanse luchtmacht

Kunstvliegen of aerobatics (ook wel aerobatiek), een samenvoeging van de woorden aerial en acrobatics, is het maken van ingewikkelde figuren en bewegingen in de lucht met een vliegtuig, soms in formatie.

## Algemeen
Wat het schoonspringen in het water is en turnen op de grond, is kunstvliegen in de lucht. Daarom heet deze tak van sport aerobatics, een samenvoeging van aerial acrobatics. Kunstvliegers voeren als het ware een ballet in de lucht uit en volgen daarbij een bepaalde choreografie.
In elke moderne luchtsport wordt aan kunstvliegen gedaan, zowel ongemotoriseerd als gemotoriseerd. Zo is het mogelijk om een looping en andere voltige-figuren te vliegen met een zweefvliegtuig, hangglider of parapente, dus zonder motorvermogen. Dit artikel beperkt zich tot motorvliegen.
Niet elk vliegtuig is geschikt om mee kunstvliegen; door de g-krachten die op het vliegtuig komen te staan moet het sterk gebouwd zijn. Bovendien is er relatief veel motorvermogen nodig ten opzichte van het gewicht van het vliegtuig. De limieten van het vliegtuig, zowel qua maximumsnelheid als krachten die het aan kan, bepalen in welke categorie het mee kan komen. Moderne aerobaticsvliegtuigen hebben al gauw 300 pk en zijn gecertificeerd van +10 g tot –10 g.
Bij kunstvliegen is niet zonder risico, maar veiligheid heeft prioriteit.

## Wedstrijden
Kunstvliegen is, net als kunstschaatsen of paardendressuur, een jurysport: de vliegers doen een voor een hun best om de figuren zo netjes mogelijk te vliegen, en een jury houdt ze vanaf de grond in de gaten en geeft punten. Deze punten zijn afhankelijk van de figuren die gevlogen (moeten) worden, en van de nauwkeurigheid waarmee dit gebeurt.

### Categorieën
Wedstrijden worden gevlogen in verschillende categorieën, afhankelijk van de ervaring en kunde van de vlieger en de (on)mogelijkheden van het vliegtuig waarmee gevlogen wordt.

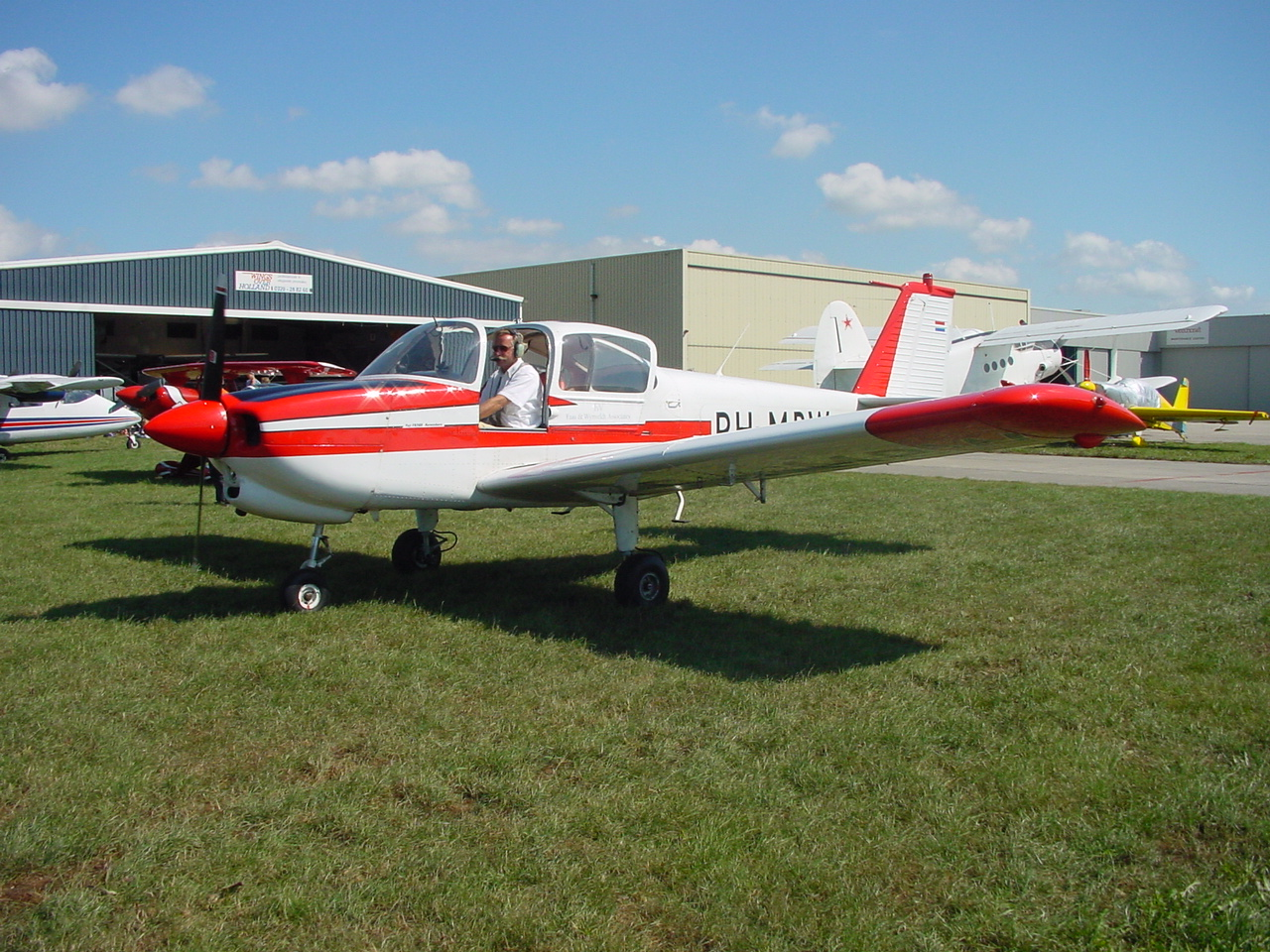
Fuji FA 200-180 Aero Subaru

#### Basic/Beginners
Zoals de naam al zegt voor de beginnende kunstvlieger. In deze klasse worden nog geen al te hoge eisen gesteld aan vlieger en vliegtuig, het aantal te vliegen figuren is zeer beperkt. Een geschikt vliegtuig voor deze klasse is bijvoorbeeld de Fuji.

#### Standard/Sportsman
Voor de iets meer gevorderde vlieger. Er worden meer figuren gevlogen, en ook aan de vliegtuigen worden hogere eisen gesteld. De (Super) Decathlon is een voorbeeld van een geschikt vliegtuig voor deze klasse.

#### Intermediate
Nog meer verschillende figuren. Vanaf dit niveau worden ook figuren gevlogen waarbij langere tijd met negatieve G-krachten gevlogen wordt. Hiervoor is een speciaal brandstof -en oliesysteem noodzakelijk om te voorkomen dat de motor zonder komt te zitten. Vanaf deze klasse kunnen alleen vliegtuigen die dat hebben, zoals de Pitts Special, Extra EA-300 en de Cap 21, meedoen.

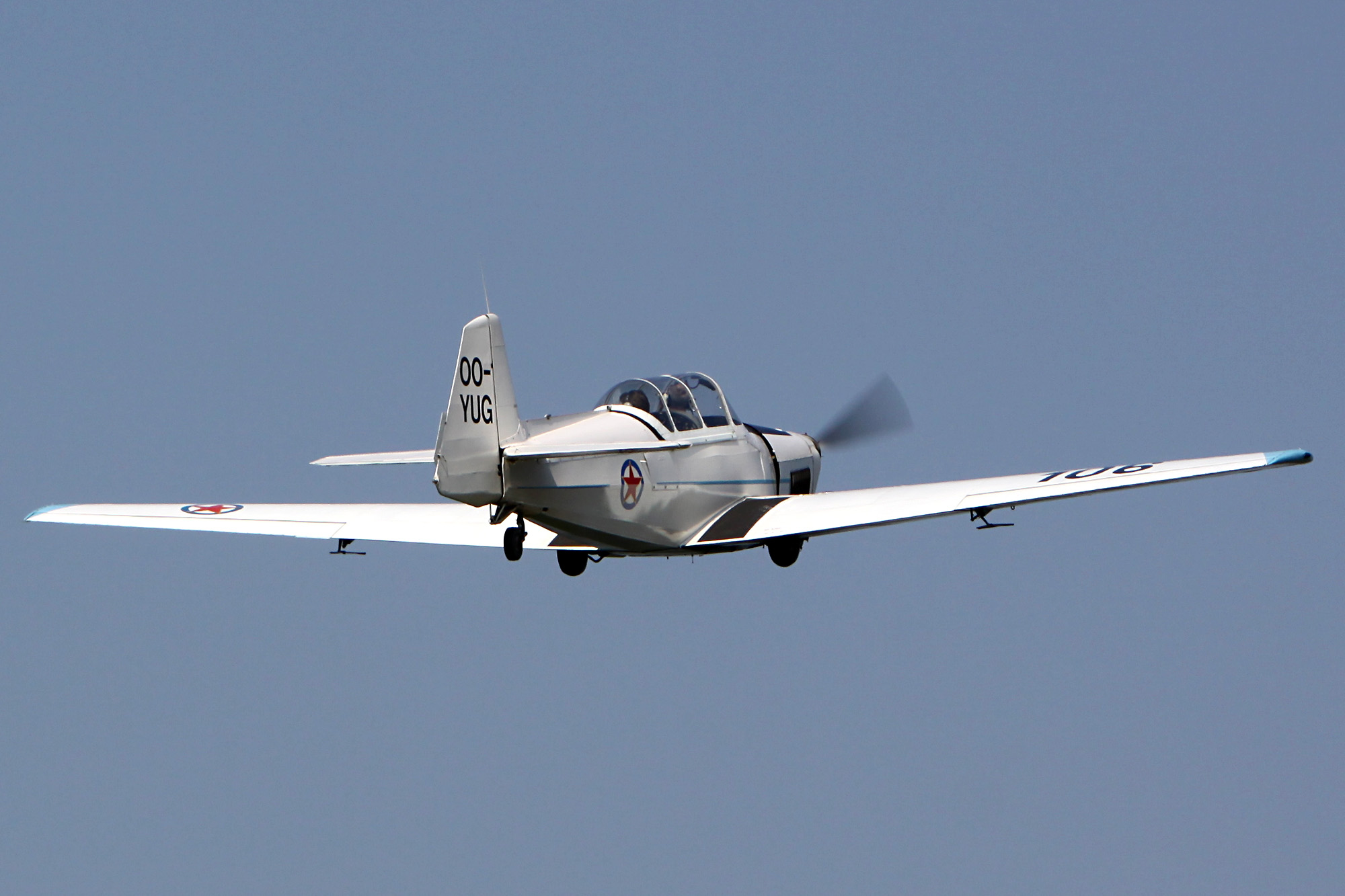
Zlin 526M Trener, tot intermediate

#### Advanced
Nog moeilijkere figuren en langere programma's dan bij intermediate. In deze klasse worden doorgaans dezelfde vliegtuigen gebruikt als in de intermediate-klasse.

#### Unlimited
Dit is de koningsklasse, alleen de beste piloten met de beste vliegtuigen, zoals de Extra EA-300, Sukhoi of Edge 540.
Vanaf intermediate kunnen eigenlijk alleen gespecialiseerde vliegtuigen meedoen, zoals de Pitts Special.

## Aresti

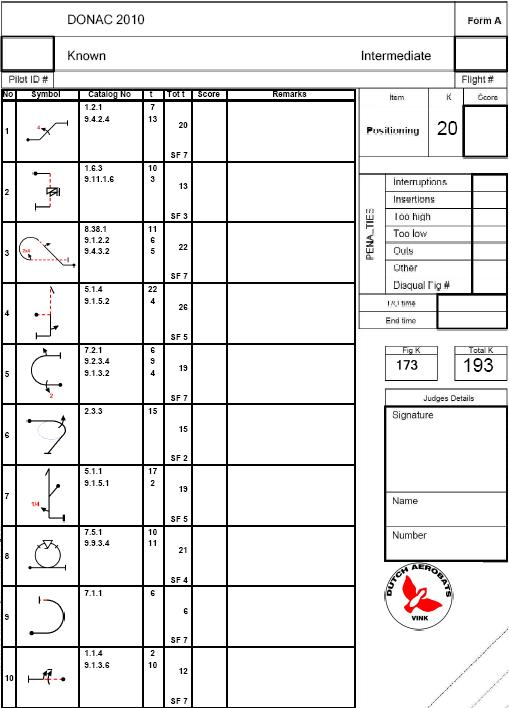
Aresti-voorbeeld, intermediate 2010

Kunstvliegwedstrijden worden al sinds 1936 gehouden. Moderne aerobatics worden hoofdzakelijk gevlogen volgens het aresti-systeem, een notatiesysteem in 1961 gepubliceerd door de Spaanse kolonel-vlieger José Luis Aresti.

## Modelvliegtuig
Ook in de modelvliegtuigwereld worden wedstrijden gehouden, waarbij bepaalde figuren gevlogen moeten worden.